# 草桥站
草桥站是一个位于中国北京市丰台区玉泉营街道草桥欣园社区西侧京开高速公路、镇国寺北路交叉口，属于北京地铁10号线、大兴机场线与19号线的地铁换乘站，因此处曾有一座跨越马草河的石板桥而得名。10号线部分于2012年12月30日随10号线二期开通运营，大兴机场线部分则于2019年9月26日启用，19号线部分于2021年12月31日启用，继西直门、东直门、宋家庄、国家图书馆之后，成为北京地铁的第五批三线换乘站（另外两座为十里河站及金安桥站）。

## 位置
10号线草桥站位于镇国寺北街（东西向）和草桥西路（南北向）交口东侧，呈东西向布置。
大兴机场线草桥站位于马草河玉泉营闸东侧，呈北偏东—南偏西向布置。19号线车站与大兴机场线车站合建。

## 结构
10号线草桥站为地下三跨车站，大兴机场线在本站上跨既有10号线。本站设有7个出入口。

### 车站楼层
| 地面 | 街道                   | 出入口 |  |  |
| B1层 | 19号线、大兴机场线站厅 | 客务中心、自动售票机、进出站闸机、行李托运、自助值机业务、航班信息查询、公路交通接驳 19号线-10号线换乘通道 |  |  |
| B2层 | 10号线站厅             | 客务中心、自动售票机、进出站闸机、19号线-10号线换乘通道                                                    |  |  |
|      |                        | █ 19号线 往牡丹园（景风门）                                                                                |  |  |
|      | 岛式站台，左侧开门     | |  |  |
|      |                        | █ 19号线 往新宫（新发地）                                                                                  |  |  |
|      |                        | |  |  |
|      | 侧式站台，右侧开门     | |  |  |
|      |                        | █ 大兴机场线 终点站 下客站台                                                                               |  |  |
|      |                        | █ 大兴机场线 往大兴机场（大兴新城）                                                                        |  |  |
|      | 侧式站台，右侧开门     | |  |  |
| B3层 |                        | █ 10号线 内环（纪家庙）                                                                                    |  |  |
|      | 岛式站台，左侧开门     | |  |  |
|      |                        | █ 10号线 外环（角门西）                                                                                    |  |  |

### 站厅
10号线草桥站的站厅位于镇国寺北街地下，呈东西走向，北面设有题为《花样年华》的艺术墙，站厅西南侧及正南侧各开有一个换乘通道口。大兴机场线草桥站以“陆上丝绸之路”为设计主题，与19号线共构，分为既有线和大兴机场线两个付费区，在站厅西南侧的进站口闸机旁设有4个值机柜台，旅客可在航班起飞前最早6小时开始在草桥站办理大兴机场的值机和行李托运手续，可办理时段为早7:00至晚8:00，行李托运最晚需在飞机起飞前150分钟完成。此外，草桥站地下一层E1口下方设有出租车及网约车上客点。

### 换乘
草桥站现有2条换乘通道，其中先期启用的北换乘通道连接大兴机场线站厅东南侧和10号线站厅西南侧，大兴机场线开通时为双向换乘，2021年4月30日起改为大兴机场线换乘10号线的单向通道；10号线站厅正南侧引出的南换乘通道则为10号线换乘大兴机场线单向使用，该通道在大兴机场线一端的缓坡上设有两段自动人行道，2021年2月通过竣工验收，2021年4月30日启用。2021年12月，因19号线即将开通，这两条换乘通道被划入付费区。

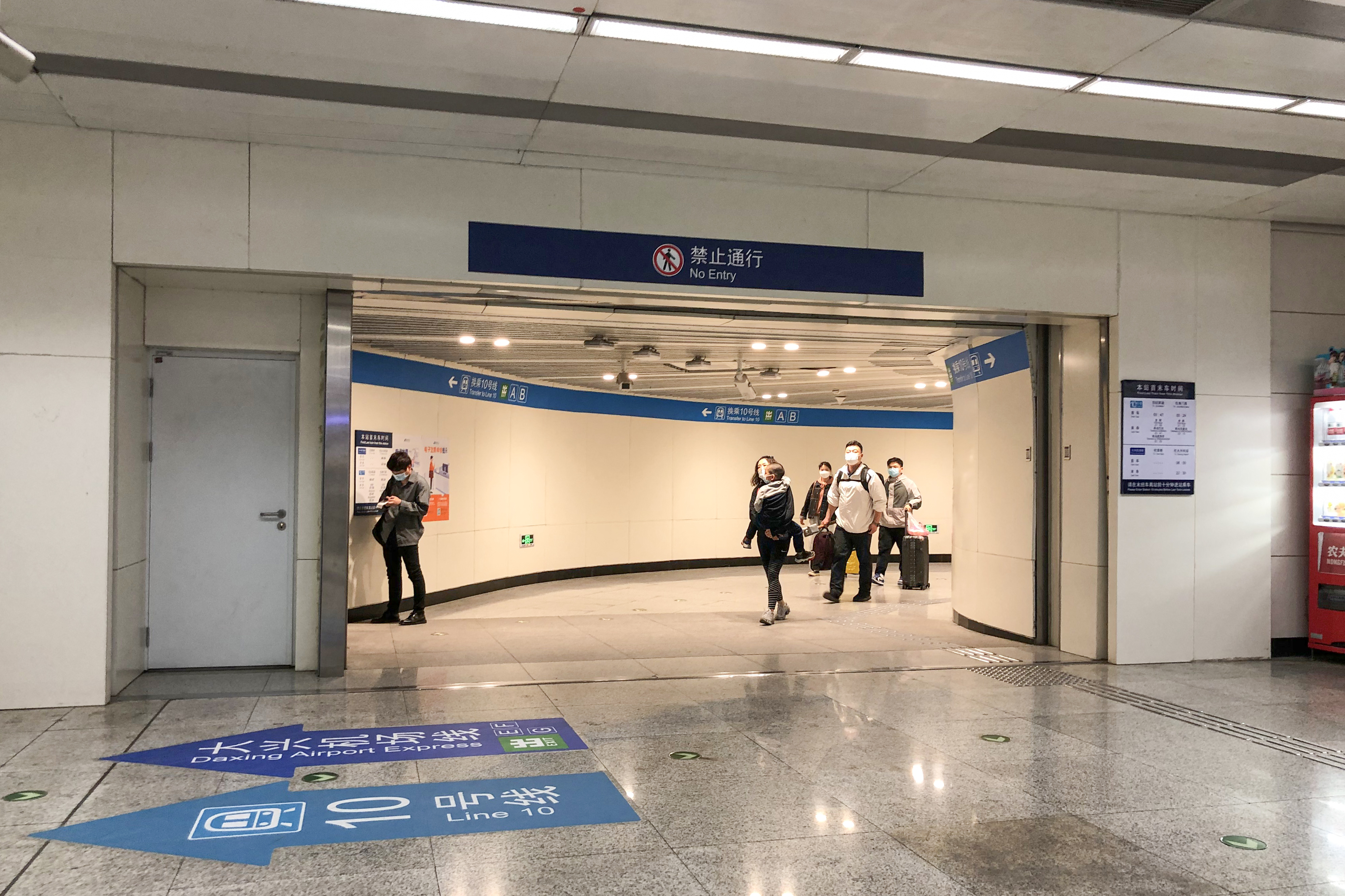
10号线站厅西南侧的北换乘通道出口
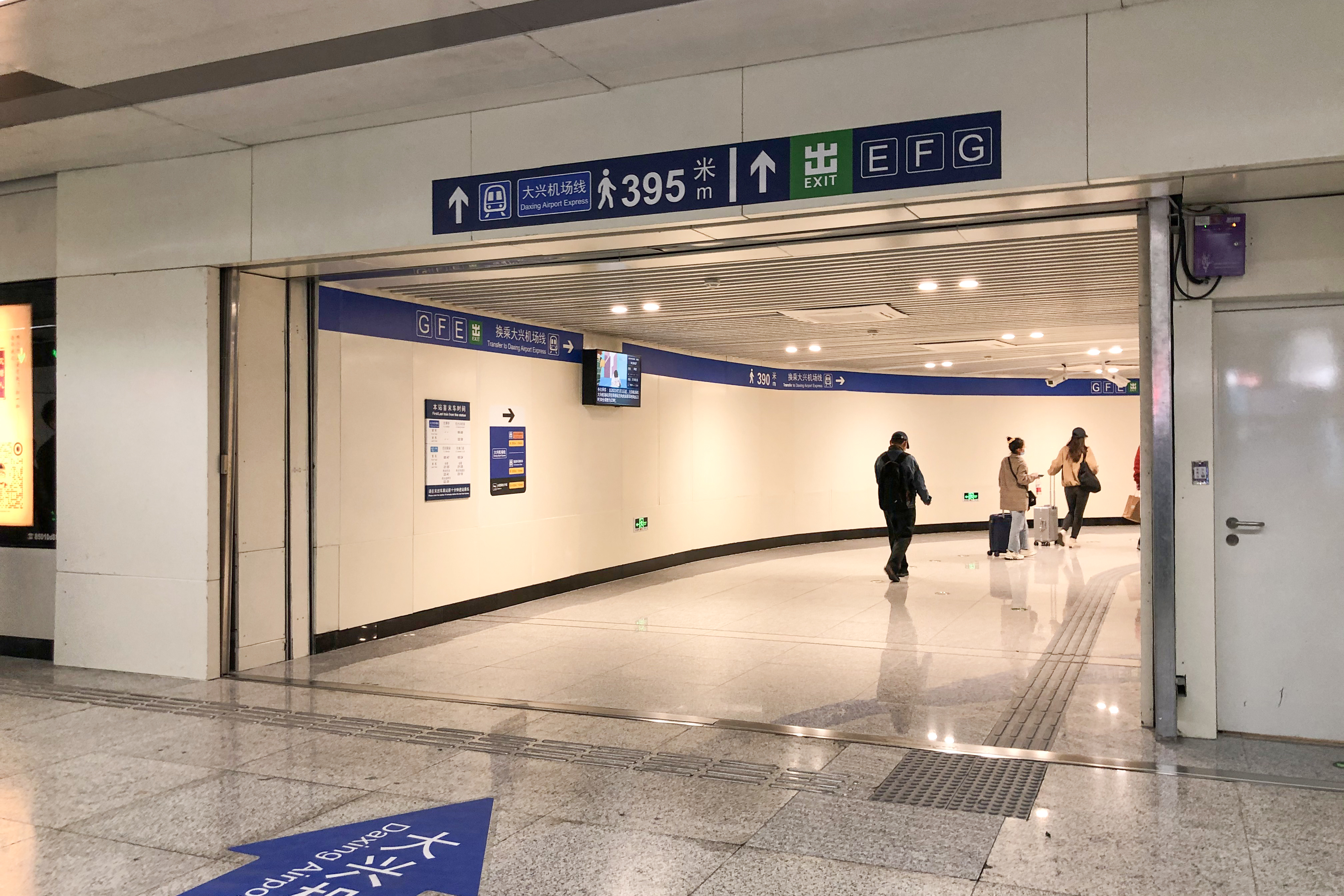
10号线站厅正南侧的南换乘通道入口
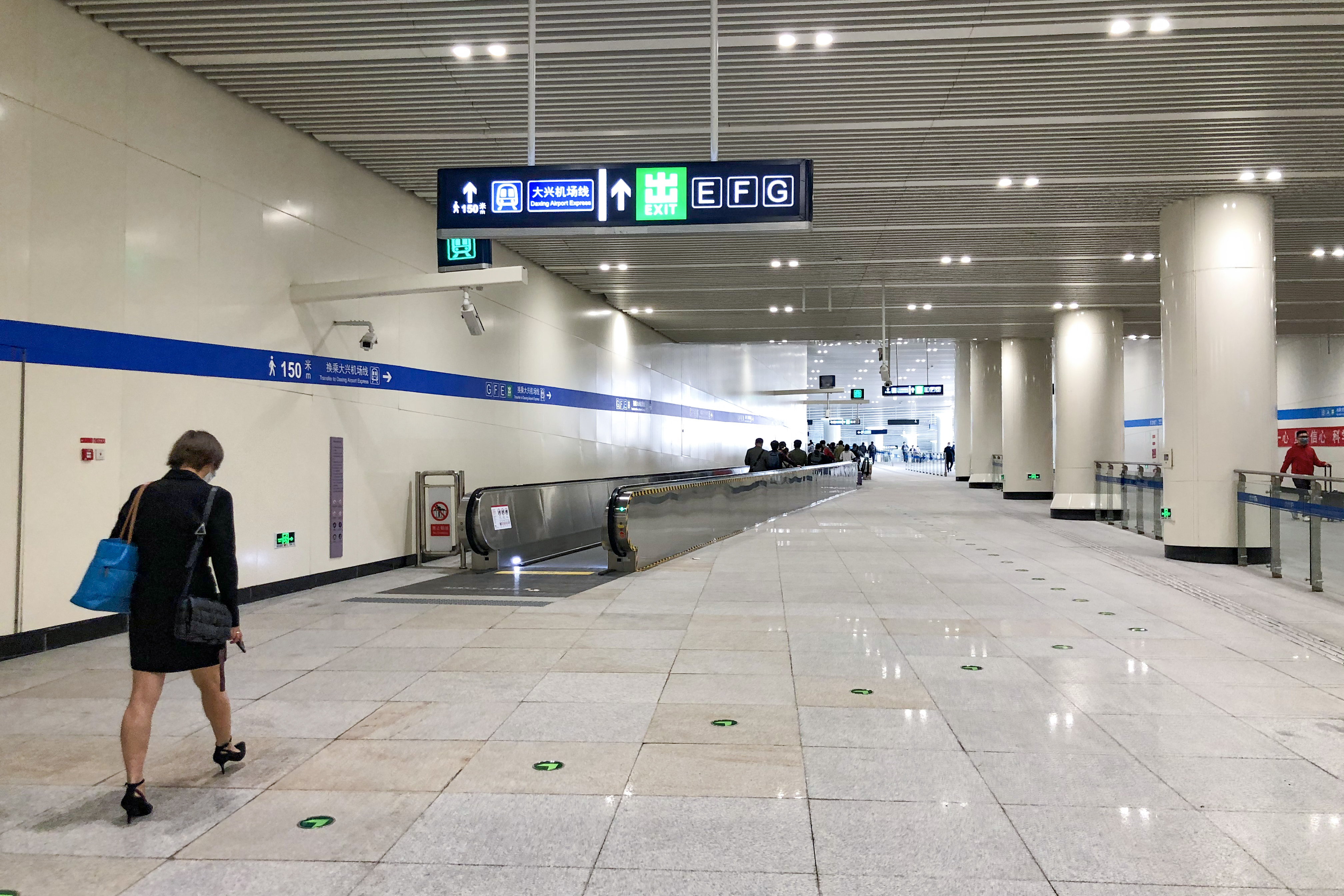
南换乘通道设有自动步道
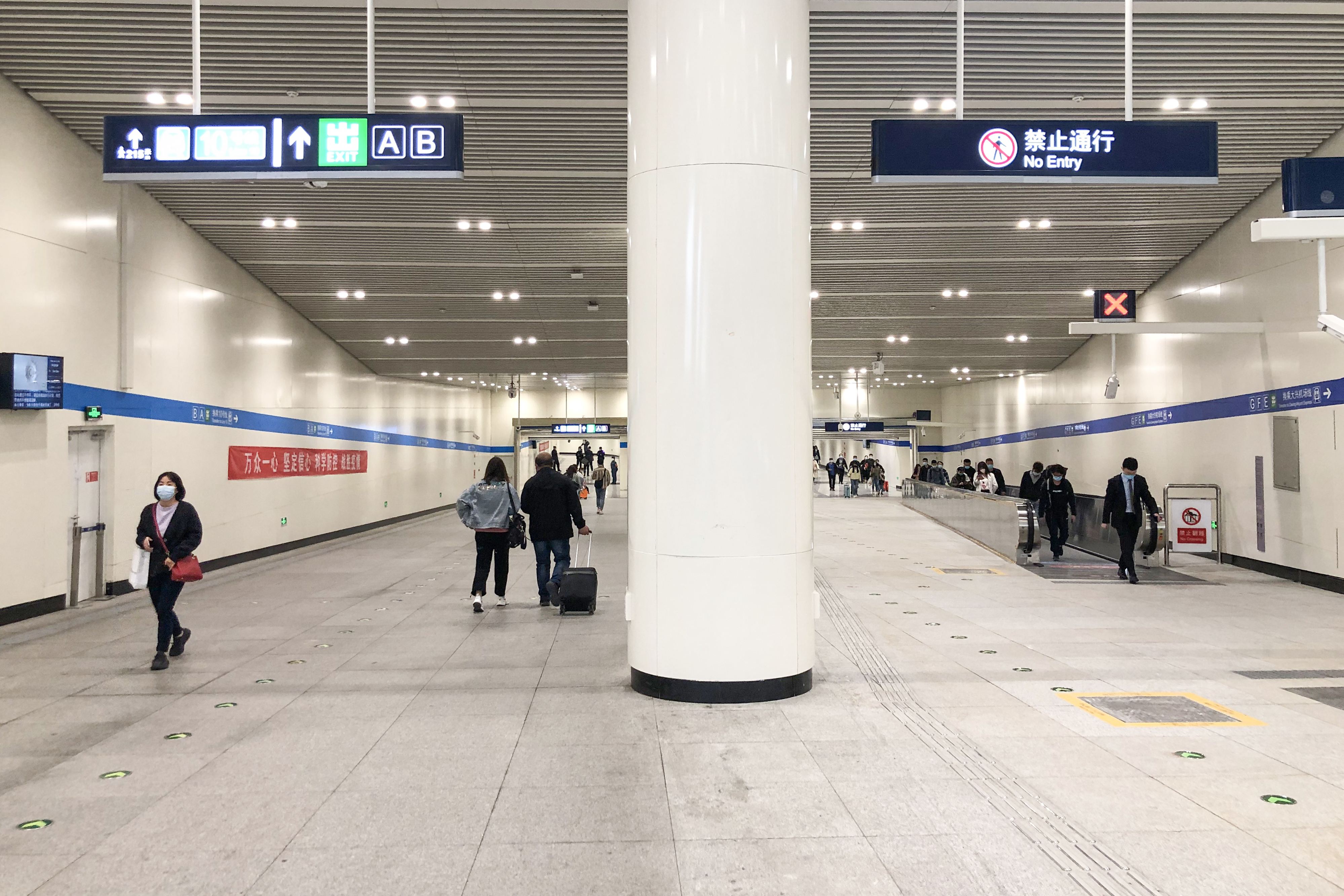
北换乘通道（左侧）及南换乘通道（右侧）均为单向通行

### 站台
10号线草桥站设有1座岛式站台，位于镇国寺北街地底。大兴机场线草桥站设有2座侧式站台，位于草桥站前路东侧地底。本站大兴机场线北端设有交叉渡线，供列车进行折返，南端站前设有一条渡线，供列车进行站前折返，正线北端尽头预留继续向北延伸的条件。19号线草桥站设有1座岛式站台，采用与大兴机场线站台一致的“陆上丝绸之路”装潢，位于大兴机场线站场东侧。

## 出入口
10号线草桥站在镇国寺北街北侧设有A、B两个出入口。大兴机场线和19号线草桥站共设置E1、E2、F、G、H五个出入口（目前仅开通E1、F、G三个出入口），其中E1、E2、F口为直出地面出入口，G口、H口为直出至下沉广场出入口。A、E1、F、G口均设有直梯，其中E1口共有2台直梯。付费区改移后，A、B口只与10号线非付费区相连。此外，该站还将在京开高速两侧增设2个出入口（编号尚未确定），目前正在建设中。
|                              |            |                                                      |      |            |
|                              |            |                                                      |      |            |
|                              |            |                                                      |      |            |
| 编号                         | 指示       | 建议前往的目的地                                     | 照片 | 无障碍设施 |
| 连通 10号线站厅              |            |                                                      |      |            |
| 出口 · A · 升降机标志        | 镇国寺北街 | 镇国寺北街（北侧）、草桥欣园四区、北京基督教会丰台堂 |      |            |
| 出口 · B                     | 镇国寺北街 | 镇国寺北街（北侧）、草桥欣园一区                     |      | 不適用     |
| 连通 19号线、 大兴机场线站厅 |            |                                                      |      |            |
| 出口 · E · 1 · 升降机标志    |            | 草桥站前路、草桥滨河路                               |      |            |
| （封闭）                     |            | 草桥站前路、草桥滨河路                               |      | 不適用     |
| 出口 · F · 升降机标志        | 草桥西路   | 草桥西路                                             |      |            |
| 出口 · G · 升降机标志        | 镇国寺北街 | 镇国寺北街、草桥西路                                 |      |            |
| （封闭）                     | 草桥西路   | 草桥西路                                             |      | 不適用     |
| 註： 設有                    |            |                                                      |      |            |